# DDR-Fußball-Oberliga 1949/50
Die DS-Liga (vom Deutschen Sportausschuß) war die erste Fußballmeisterschaft in der DDR. Sie begann am 3. September 1949 noch in der Sowjetischen Besatzungszone und endete am 16. April 1950.  Meister wurde die ZSG Horch Zwickau nach einem umstrittenen letzten Spiel gegen die SG Friedrichstadt.

## Qualifikation
Unter der Regie des in der Sowjetischen Besatzungszone gegründeten Deutschen Sportausschusses (DS) sollten die besten Mannschaften der Vorsaison in der neu geschaffenen DS-Liga einen ostdeutschen Fußballmeister ausspielen. Für die eingleisige Spielklasse waren die Teilnehmer der 2. Ostzonenmeisterschaft 1949 gesetzt. Dabei handelte es sich um die jeweiligen Meister und Vizemeister der fünf ostdeutschen Länder Mecklenburg, Brandenburg, Sachsen-Anhalt, Sachsen und Thüringen. Um der Spielstärke und der relativ hohen Anzahl an Mannschaften in Sachsen gerecht zu werden, wurde dem Land ein Startplatz mehr zugestanden. Das Teilnehmerfeld komplettieren die beiden Finalteilnehmer sowie der Drittplatzierte des erstmals ausgetragenen FDGB-Pokals der Vorsaison.
Damit ergab sich folgende Zusammenstellung der ersten Oberliga:
1. SG Wismar-Süd (Meister Mecklenburg-Vorpommerns)
2. SG Schwerin (Vizemeister Mecklenburg-Vorpommerns)
3. SG Babelsberg (Meister Brandenburgs)
4. BSG Franz Mehring Marga (Vizemeister Brandenburgs)
5. ZSG Union Halle (Meister Sachsen-Anhalts)
6. SG Eintracht Stendal (Vizemeister Sachsen-Anhalts)
7. SG Fortuna Erfurt (Meister Thüringens)
8. SG Altenburg-Nord (Vizemeister Thüringens)
9. SG Dresden-Friedrichstadt (Meister Sachsens)
10. SG Einheit Meerane (Vizemeister Sachsens)
11. ZSG Industrie Leipzig (Meisterschaftsdritter Sachsens)
12. BSG Waggonfabrik Dessau (Pokalsieger)
13. BSG Gera-Süd (Vize-Pokalsieger)
14. ZSG Horch Zwickau (Dritter im Pokal)

Die Mannschaften aus dem sowjetischen Sektor Berlins durften sich wegen des besonderen Viermächte-Status nicht an der Meisterschaft beteiligen. Sie spielten in der Berliner Stadtliga um die Gesamt-Berliner Fußballmeisterschaft bzw. in den Ligen unterhalb der Stadtliga.

## Namensänderungen
Aufgrund der Umstellung des Sportbetriebs „auf Produktionsgrundlage“ kam es vor, während und nach der Saison zu diversen Namensänderungen der verschiedenen Sportgemeinschaften, da diese in Betriebssportgemeinschaften (BSG) umgewandelt wurden.
| Name in der Saison 1948/1949 | Umbenennung zu                       | Umbenennung zu     | Umbenennung zu           |
| Name in der Saison 1948/1949 | vor der Saison                       | während der Saison | nach der Saison          |
| ---------------------------- | ------------------------------------ | ------------------ | ------------------------ |
| SG Planitz                   | ZSG Horch Zwickau*                   |                    | BSG Motor Zwickau        |
| BSG Waggonbau Dessau         | BSG Waggonfabrik Dessau              | BSG Motor Dessau   |                          |
| SG Fortuna Erfurt            | BSG KWU Erfurt                       |                    |                          |
| ZSG Union Halle              |                                      |                    | BSG Turbine Halle        |
| BSG Franz Mehring Marga      |                                      |                    | BSG Aktivist Brieske-Ost |
| SG Babelsberg                | BSG Märkische Volksstimme Babelsberg |                    | BSG Rotation Babelsberg  |
| ZSG Industrie Leipzig        |                                      |                    | BSG Chemie Leipzig       |
| SG Einheit Meerane           |                                      |                    | BSG Fortschritt Meerane  |
| SG Eintracht Stendal         | BSG Eintracht Hans Wendler Stendal   |                    | BSG Lokomotive Stendal   |
| BSG Gera-Süd                 |                                      |                    | BSG Mechanik Gera        |
| SG Altenburg                 | ZSG Altenburg                        |                    |                          |
| SG Wismar Süd                | ZSG Anker Wismar                     |                    | BSG Anker Wismar         |
| SG Schwerin                  | BSG Vorwärts Schwerin                |                    |                          |

* Die SG Planitz wurde vor der Saison aufgelöst und an die BSG Aktivist Steinkohle Zwickau sowie die ZSG Horch Zwickau angeschlossen. Dennoch konnte sich die ZSG Horch Zwickau für die neue Liga qualifizieren, da sie im FDGB-Pokal den dritten Platz belegte. Die 2. Mannschaft spielte 1949/1950 noch unter dem Namen SG Planitz in der Landesklasse Sachsen.

## Saisonverlauf
Die Meisterschaft wurde in einem buchstäblichen Meisterschaftsfinale zwischen Horch Zwickau und der SG Dresden-Friedrichstadt am letzten Spieltag entschieden. Dabei verloren die vor dem Spieltag auf dem ersten Tabellenplatz liegenden Dresdner zuhause im Ostragehege gegen die zweitplatzierten Zwickauer mit 1:5, womit Horch noch an ihnen vorbeizog. Danach kam es unter den 60.000 Zuschauern im Stadion zu Ausschreitungen, da der Dresdner Anhang Manipulationen vermutete, um dem bürgerlichen Verein SG Dresden-Friedrichstadt zu schaden. Als eine der Folgen wurde die Sportgemeinschaft aufgelöst und der nun vakante Oberliga-Platz zunächst der BSG VVB Tabak Dresden zuerkannt. Als jedoch etliche ehemalige Friedrichstädter Spieler – nach nur kurzer Zwischenstation bei Tabak – nach West-Berlin gingen, reduzierte man die Zahl der Absteiger von drei auf zwei.
So wurde der Abstieg nachträglich noch spannend, da aufgrund eines Punktgleichstandes zwischen der ZSG Altenburg und der ZSG Anker Wismar ein Entscheidungsspiel erforderlich wurde. Dieses konnte Altenburg am 17. Juni 1950 – zwei Monate nach dem eigentlichen Ende der Oberligaspiele – in Magdeburg mit 3:2 gewinnen, so dass Wismar endgültig abstieg und Altenburg den Klassenerhalt geschafft hatte. Mit der BSG Vorwärts Schwerin kam der zweite Absteiger ebenfalls aus Mecklenburg. Ein zusätzlicher Oberligaplatz wurde später der gänzlich neu gebildeten SG Volkspolizei Dresden zuerkannt.
Enttäuschend verlief die Saison für den Vorjahresmeister ZSG Union Halle, der nur Fünfter wurde. Der Vorjahresfinalist Fortuna Erfurt (inzwischen als BSG KWU) wurde Vierter.

## Abschlusstabelle
| Pl. | Verein                               | Sp. | S  | U | N  | Tore    | Quote | Punkte |
| --- | ------------------------------------ | --- | -- | - | -- | ------- | ----- | ------ |
| 1.  | ZSG Horch Zwickau                    | 26  | 20 | 1 | 5  | 069:270 | 2,56  | 41:11  |
| 2.  | SG Dresden-Friedrichstadt            | 26  | 18 | 3 | 5  | 087:290 | 3,00  | 39:13  |
| 3.  | BSG Motor Dessau (P)                 | 26  | 17 | 3 | 6  | 067:360 | 1,86  | 37:15  |
| 4.  | BSG KWU Erfurt                       | 26  | 15 | 5 | 6  | 058:300 | 1,93  | 35:17  |
| 5.  | ZSG Union Halle (M)                  | 26  | 13 | 5 | 8  | 056:380 | 1,47  | 31:21  |
| 6.  | BSG Franz Mehring Marga              | 26  | 13 | 5 | 8  | 049:480 | 1,02  | 31:21  |
| 7.  | BSG Märkische Volksstimme Babelsberg | 26  | 10 | 4 | 12 | 042:660 | 0,64  | 24:28  |
| 8.  | ZSG Industrie Leipzig                | 26  | 8  | 6 | 12 | 038:450 | 0,84  | 22:30  |
| 9.  | SG Einheit Meerane                   | 26  | 9  | 3 | 14 | 038:560 | 0,68  | 21:31  |
| 10. | BSG Eintracht Hans Wendler Stendal   | 26  | 7  | 5 | 14 | 031:450 | 0,69  | 19:33  |
| 11. | BSG Gera Süd                         | 26  | 6  | 7 | 13 | 034:540 | 0,63  | 19:33  |
| 12. | ZSG Altenburg                        | 26  | 6  | 5 | 15 | 034:500 | 0,68  | 17:35  |
| 13. | ZSG Anker Wismar                     | 26  | 6  | 5 | 15 | 035:600 | 0,58  | 17:35  |
| 14. | BSG Vorwärts Schwerin                | 26  | 4  | 3 | 19 | 030:840 | 0,36  | 11:41  |

| (M) | Meister der letzten Saison     |
| (P) | Pokalsieger der letzten Saison |

### Entscheidungsspiel
|               | Ergebnis |                  |
| ------------- | -------- | ---------------- |
| ZSG Altenburg | 3:2      | ZSG Anker Wismar |

## Kreuztabelle
| 1950 | 1950                                 | ZSG Horch Zwickau | DFR  | BSG Motor Dessau | BSG KWU Erfurt | UHA | FMM | MVB | ZSG Industrie Leipzig | EME | HWS   | GSÜ | ALT | AWI  | VSW  |
| 1.   | ZSG Horch Zwickau                    |                   | 1:0  | 0:1              | 2:3            | 1:2 | 2:0 | 6:0 | 4:3                   | 4:1 | 3:0   | 3:0 | 1:0 | 3:0  | 7:1  |
| 2.   | SG Dresden-Friedrichstadt            | 1:5               |      | 4:0              | 0:0            | 1:0 | 8:0 | 1:1 | 3:0                   | 1:2 | 6:1   | 3:1 | 4:0 | 11:0 | 5:0  |
| 3.   | BSG Motor Dessau                     | 0:2               | 2:3  |                  | 2:0            | 0:1 | 3:1 | 5:1 | 3:1                   | 2:1 | 3:0   | 5:2 | 3:1 | 3:1  | 10:0 |
| 4.   | BSG KWU Erfurt                       | 2:5               | 0:1  | 4:0              |                | 2:2 | 1:0 | 5:0 | 3:0                   | 3:0 | +:- 2 | 1:1 | 2:1 | 3:0  | 5:2  |
| 5.   | ZSG Union Halle                      | 4:0               | 1:4  | 1:4              | 3:5            |     | 3:4 | 3:0 | 2:0                   | 1:0 | 3:0   | 6:1 | 3:3 | 2:0  | 6:0  |
| 6.   | BSG Franz Mehring Marga              | 0:3               | 4:0  | 2:3              | 1:1            | 1:0 |     | 4:3 | 1:0                   | 5:1 | 2:1   | 2:2 | 5:2 | 3:2  | 2:1  |
| 7.   | BSG Märkische Volksstimme Babelsberg | 1:1               | 2:12 | 1:3              | 2:1            | 2:0 | 3:1 |     | 3:1                   | 3:4 | 3:1   | 2:1 | 2:1 | 2:1  | 2:5  |
| 8.   | ZSG Industrie Leipzig                | 2:0               | 1:1  | 1:2              | 0:4            | 1:2 | 1:1 | 2:2 |                       | 3:2 | 0:0   | 4:0 | 1:0 | 3:2  | 4:0  |
| 9.   | SG Einheit Meerane                   | 2:4               | 3:4  | 1:4              | 0:3            | 2:1 | 1:1 | 0:1 | 0:1                   |     | 2:1   | 4:1 | 3:1 | 2:1  | 2:1  |
| 10.  | BSG Eintracht Hans Wendler Stendal   | 0:2               | 1:3  | 2:1              | 3:0            | 1:1 | 2:2 | 4:1 | 2:2                   | 0:1 |       | 2:1 | 0:1 | 5:1  | 1:1  |
| 11.  | BSG Gera Süd                         | 1:2               | 1:5  | 1:1              | 0:2            | 2:2 | 1:2 | 2:1 | 2:1                   | 0:0 | 4:0   |     | 1:1 | 0:2  | 5:1  |
| 12.  | ZSG Altenburg                        | 0:1               | 2:0  | 2:2              | 1:1            | 1:2 | 2:3 | 1:4 | 3:0                   | 5:1 | 0:1   | 1:2 |     | 2:1  | 2:1  |
| 13.  | ZSG Anker Wismar                     | 1:3               | 1:4  | 2:2              | 2:1            | 2:4 | 2:0 | 1:0 | 2:2                   | 1:1 | 2:1   | 1:1 | 1:1 |      | 0:1  |
| 14.  | BSG Vorwärts Schwerin                | 2:4               | 0:2  | 1:3              | 2:6            | 1:1 | 0:2 | 0:0 | 1:4                   | 4:2 | 0:2   | 0:1 | 5:0 | 0:6  |      |

## Statistik

### Die Meistermannschaft
ZSG Horch Zwickau
| ZSG Horch Zwickau |
| --- |
| Max Hofsommer (16/-) Egon Jugel (19/-), Helmut Möckel (17/-) Manfred Fuchs (22/-), Johannes Breitenstein (21/1), Gottfried Lenk (21/9) Heinz Satrapa (23/23), Herbert Heinze (26/10), Lothar Kunack (23/7), Helmut Schubert (18/-), Siegfried Meier (23/7) Trainer: Friedrich Müller (bis Dezember), Hans Ulbricht (bis März), Herbert Melzer (ab März) |
| außerdem: Joachim Otto (Tor, 10/-); Karl Dittes (16/4), Günter Schneider (15/8), Lothar Schürer (12/-) |

### Torschützenliste
|    | Spieler         | Mannschaft                           | Tore |
| -- | --------------- | ------------------------------------ | ---- |
| 1. | Heinz Satrapa   | ZSG Horch Zwickau                    | 23   |
| 2. | Walter Werner   | SG Dresden-Friedrichstadt            | 21   |
| 3. | Kurt Lehmann    | SG Dresden-Friedrichstadt            | 17   |
| 4. | Franz Kusmierek | BSG Motor Dessau                     | 15   |
| 5. | Werner Gießler  | BSG Märkische Volksstimme Babelsberg | 14   |

### Sonstiges
Insgesamt sahen 1.837.500 Zuschauer die 182 Oberligaspiele, was einen Schnitt von 10.096 Zuschauern pro Spiel ergibt. Es fielen 668 Tore, also 3,67 pro Spiel, was den zweitbesten Durchschnitt aller Zeiten bedeutet (nur in der Folgesaison fielen im Schnitt noch mehr Tore). Weitere Rekordmarken wurden durch die SG Dresden-Friedrichstadt aufgestellt. Ihr Durchschnitt von 3,35 erzielten Toren pro Spiel wurde in der Oberliga-Geschichte nur einmal überboten: in der Saison 1984/85 durch den BFC Dynamo. Der hohe Wert resultierte vor allem aus zwei Friedrichstädter Kantersiegen: Das 11:0 gegen Anker Wismar am fünften Spieltag war der höchste Sieg und das 12:2 auswärts in Babelsberg am ersten Spieltag das torreichste Spiel aller Zeiten in der Oberliga. Ebenfalls zweistellig gewann Dessau am 18. Spieltag gegen Schwerin (10:0). Damit wurden drei der fünf höchsten Oberliga-Siege aller Zeiten in der Premierensaison aufgestellt (nur der BFC Dynamo erreichte später noch zweimal ein 10:0). Der FDGB-Pokal wurde nicht von einem Oberligisten, sondern von der in der zweitklassigen Landesklasse Sachsen-Anhalt spielenden SG Eisenhüttenwerk Thale gewonnen.

## FDGB-Pokal
Die Hauptrunde des FDGB-Pokals wurde in dieser Spielzeit erst nach dem Abschluss der Oberliga-Saison im August 1950 kurz vor dem Start der Folgesaison ausgetragen. Der Oberligameister Zwickau schied ebenso wie der Pokalverteidiger Dessau überraschend gegen eine zweitklassige Mannschaft aus. Den Pokal gewann der frisch gekürte Oberliga-Aufsteiger SG Eisenhüttenwerk Thale gegen den Oberliga-Vierten KWU Erfurt.